# Arcidens wheeleri
Arcidens wheeleri е вид мида от семейство Unionidae. Видът е застрашен от изчезване.

## Разпространение
Разпространен е в САЩ (Арканзас, Оклахома и Тексас).

## Описание
Популацията на вида е намаляваща.